# Alexandra Dariescu
Alexandra Dariescu (n. 1985, Iași, România) este o pianistă solo de origine română. S-a născut în Iași, în 1985, unde a urmat cursurile Liceului de Artă „Octav Băncilă”. Prima ei interpretare a avut loc la vârsta de nouă ani, cu Orchestra Simfonică din Chișinău.
La 17 ani, i-a fost acordată o bursă la Pocklington School din Marea Britanie. La 18 ani s-a mutat în Manchester pentru studii la Royal Northern College of Music. Ulterior, a primit diploma de master de la Guildhall School of Music and Drama. Printre mentorii ei se numără Imogen Cooper și András Schiff.
Dariescu a interpretat alături de orchestre precum BBC Symphony Orchestra, Orchestra Filarmonicii din Londra, Royal Liverpool Philharmonic, European Union Youth Orchestra, Orchestre Symphonique de Québec și Sichuan Symphony Orchestra.